# ニコラス・ロペス
ニコラス・フェデリコ・"ニコ"・ロペス・アロンソ（Nicolás Federico "Nico" López Alonso, 1993年10月1日 - ）は、ウルグアイの首都モンテビデオ出身のサッカー選手。クラブ・レオン所属。ポジションはフォワード。

## 経歴

### クラブ
モンテビデオ・ワンダラーズFCのユースチームでキャリアをスタートさせ、2010年にナシオナル・モンテビデオでプロキャリアをスタートさせた。
2012年、イタリアのASローマに移籍した。当初はユースチームに所属していたが2012-13シーズンから就任したズデネク・ゼーマンの下でトップチームに合流し、セリエA開幕戦となったカルチョ・カターニア戦で交代出場し初出場を果たすと、終了間際に同点ゴールとなる初得点を挙げた。
2013年7月、ウディネーゼ・カルチョに共同保有で移籍決定。2014年6月20日にはクラブが保有権を完全に取得したことを発表した。
2014年8月30日、エラス・ヴェローナFCに期限付き移籍で加入した。2015-16シーズン前半はプリメーラ・ディビシオンのグラナダCFへの、後半は古巣であるナシオナル・モンテビデオへのローンでプレーした。
2016年6月19日、SCインテルナシオナルへ移籍。
2019年12月、UANLティグレスに移籍。

### 代表
2013年、U-20ウルグアイ代表としてトルコで開催された2013 FIFA U-20ワールドカップに参加。7試合に出場し、グループリーグのニュージーランド戦とウズベキスタン戦でそれぞれ1得点、決勝トーナメント1回戦のナイジェリア戦では2得点の合計4得点をあげる活躍を見せ準優勝に貢献した。大会後、アディダスシルバーボール賞を受賞した。

## タイトル

### クラブ
ナシオナル・モンテビデオ
- プリメーラ・ディビシオン : 2010-11

UANLティグレス
- リーガMX : 2023
- カンペオン・デ・カンペオーネス : 2023
- CONCACAFチャンピオンズリーグ : 2020